# Mirza zaza
Mirza zaza — вид лемуровидих приматів, ендеміків Мадагаскару.

## Опис
Досягає довжини тіла 23—25 см і довжини хвоста від 26 до 29 сантиметрів. Він важить 265—320 грамів, таким чином, дещо менше, ніж південний родич. Коротка шерсть сіро-коричневого кольору зверху і на голові, іноді зливаючись у червонуватий, низ радш сірий. Довгий, пухнастий хвіст темнішає до кінця. Голова округла, очі відносно великі, вуха круглі й набагато менші, ніж у їхнього південного родича.

## Середовище проживання
Живе на північному заході Мадагаскару. Житель сухих лісів і перехідної зони до більш вологої області Самбірано; також записаний у вторинних лісах, старих плантаціях бананів, галерейних лісах і занедбаних садах.

## Звички
На відміну від одиночної Mirza coquereli, спить у групах від 2 до 8 тварин. Відтворення, очевидно, відбувається протягом усього року, на відміну від суворого шлюбного сезону в М. coquereli. Ці примати ведуть нічний спосіб життя. Протягом дня вони сплять у побудованих з гілок і листя гніздах. Вони всеїдні, харчуються фруктами, іншими частинами рослин, а також дрібними тваринами, такими як комахи.

## Загрози та охорона
Цей вид перебуває під загрозою через вирубки лісів і підсічно-вогневе землеробство — відбулося зменшення лісового покриву на 40 % з 1975 по 2000. Живе тільки в одному національному парку (Sahamalaza-Iles Radama), але в кількох недоторканих лісах (Antafondro, Andranomatavy, Anjanazanombandrany, Antsakay Kalobenono).